# Mejor Jugador del Torneo de la NCAA

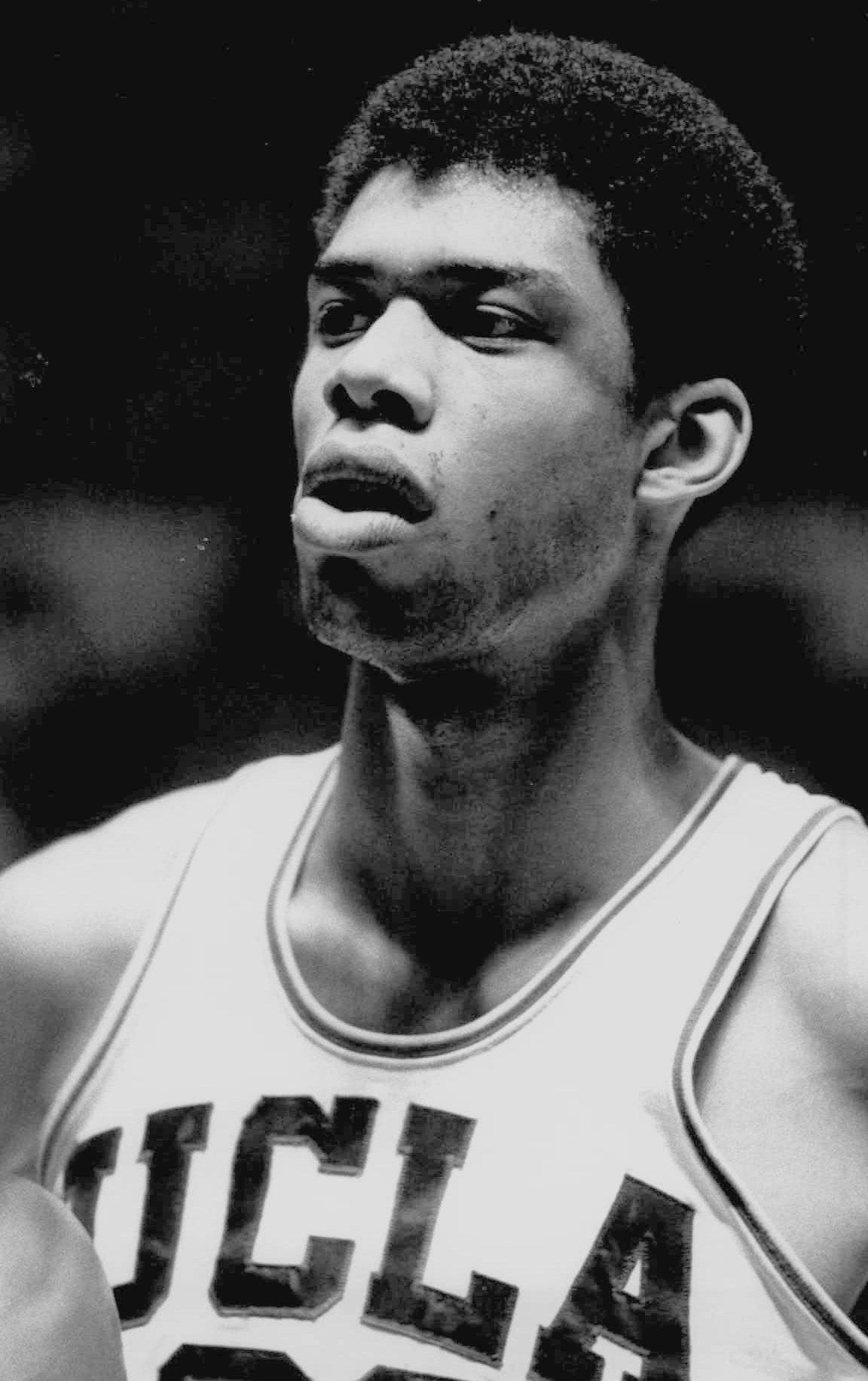
Kareem Abdul-Jabbar, entonces Lew Alcindor (UCLA), ganador en tres ocasiones.

El premio NCAA Basketball Tournament Most Outstanding Player (en español: Mejor Jugador del Torneo de la NCAA) se concede una vez finalizado el Torneo por el Campeonato de la NCAA, incluida la Final Four, al jugador más destacado de esa fase final de la División I de Baloncesto, tanto masculino como femenino. El premio no siempre se concede a un jugador del equipo finalmente campeón, aunque el último que lo recibió sin haber ganado el título fue Akeem Olajuwon lo hizo en el año 1984.

## Lista de ganadores

### Mejor jugador masculino
- 1939: Jimmy Hull, Ohio State
- 1940: Marvin Huffman, Indiana
- 1941: John Kotz, Wisconsin
- 1942: Howie Dallmar, Stanford
- 1943: Ken Sailors, Wyoming
- 1944: Arnie Ferrin, Utah
- 1945: Bob Kurland, Oklahoma A&M
- 1946: Bob Kurland, Oklahoma A&M
- 1947: George Kaftan, Holy Cross
- 1948: Alex Groza, Kentucky
- 1949: Alex Groza, Kentucky
- 1950: Irwin Dambrot, CCNY
- 1951: Bill Spivey, Kentucky
- 1952: Clyde Lovellette, Kansas
- 1953: B. H. Born, Kansas
- 1954: Tom Gola, La Salle
- 1955: Bill Russell, San Francisco
- 1956: Hal Lear, Temple
- 1957: Wilt Chamberlain, Kansas
- 1958: Elgin Baylor, Seattle
- 1959: Jerry West, West Virginia
- 1960: Jerry Lucas, Ohio State
- 1961: Jerry Lucas, Ohio State
- 1962: Paul Hogue, Cincinnati
- 1963: Art Heyman, Duke
- 1964: Walt Hazzard, UCLA
- 1965: Bill Bradley, Princeton
- 1966: Jerry Chambers, Utah
- 1967: Lew Alcindor (más tarde Kareem Abdul-Jabbar), UCLA
- 1968: Lew Alcindor, UCLA
- 1969: Lew Alcindor, UCLA
- 1970: Sidney Wicks, UCLA
- 1971: (ninguno) (Howard Porter, Villanova declarado posteriormente inelegible)
- 1972: Bill Walton, UCLA
- 1973: Bill Walton, UCLA
- 1974: David Thompson, NC State
- 1975: Richard Washington, UCLA
- 1976: Kent Benson, Indiana
- 1977: Butch Lee, Marquette
- 1978: Jack Givens, Kentucky
- 1979: Earvin Johnson, Michigan State
- 1980: Darrell Griffith, Louisville
- 1981: Isiah Thomas, Indiana
- 1982: James Worthy, Carolina del Norte
- 1983: Akeem Olajuwon, Houston
- 1984: Patrick Ewing, Georgetown
- 1985: Ed Pinckney, Villanova
- 1986: Pervis Ellison, Louisville
- 1987: Keith Smart, Indiana
- 1988: Danny Manning, Kansas
- 1989: Glen Rice, Michigan
- 1990: Anderson Hunt, UNLV
- 1991: Christian Laettner, Duke
- 1992: Bobby Hurley, Duke
- 1993: Donald Williams, Carolina del Norte
- 1994: Corliss Williamson, Arkansas
- 1995: Ed O'Bannon, UCLA
- 1996: Tony Delk, Kentucky
- 1997: Miles Simon, Arizona
- 1998: Jeff Sheppard, Kentucky
- 1999: Richard Hamilton, UConn
- 2000: Mateen Cleaves, Michigan State
- 2001: Shane Battier, Duke
- 2002: Juan Dixon, Maryland
- 2003: Carmelo Anthony, Syracuse
- 2004: Emeka Okafor, UConn
- 2005: Sean May, Carolina del Norte
- 2006: Joakim Noah, Florida
- 2007: Corey Brewer, Florida
- 2008: Mario Chalmers, Kansas
- 2009: Wayne Ellington, Carolina del Norte
- 2010: Kyle Singler, Duke
- 2011: Kemba Walker, UConn
- 2012: Anthony Davis, Kentucky
- 2013: Luke Hancock, Louisville
- 2014: Shabazz Napier, UConn
- 2015: Tyus Jones, Duke
- 2016: Ryan Arcidiacono, Villanova
- 2017: Joel Berry II, Carolina del Norte
- 2018: Donte DiVincenzo, Villanova
- 2019: Kyle Guy, Virginia
- 2020: Sin premio por la cancelación de la competición por el COVID-19
- 2021: Jared Butler, Baylor
- 2022: Ochai Agbaji, Kansas
- 2023: Adama Sanogo, UConn
- 2024: Tristen Newton, UConn
- 2025: Walter Clayton Jr., Florida

### Mejor jugadora femenina
- 1982: Janice Lawrence, Louisiana Tech
- 1983: Cheryl Miller, USC
- 1984: Cheryl Miller, USC
- 1985: Tracy Claxton, Old Dominion
- 1986: Clarissa Davis, Texas
- 1987: Tonya Edwards, Tennessee
- 1988: Erica Westbrooks, Louisiana Tech
- 1989: Bridgette Gordon, Tennessee
- 1990: Jennifer Azzi, Stanford
- 1991: Dawn Staley, Virginia
- 1992: Molly Goodenbour, Stanford
- 1993: Sheryl Swoopes, Texas Tech
- 1994: Charlotte Smith, Carolina del Norte
- 1995: Rebecca Lobo, UConn
- 1996: Michelle Marciniak, Tennessee
- 1997: Chamique Holdsclaw, Tennessee
- 1998: Chamique Holdsclaw, Tennessee
- 1999: Ukari Figgs, Purdue
- 2000: Shea Ralph, UConn
- 2001: Ruth Riley, Notre Dame
- 2002: Swin Cash, UConn
- 2003: Diana Taurasi, UConn
- 2004: Diana Taurasi, UConn
- 2005: Sophia Young, Baylor
- 2006: Laura Harper, Maryland
- 2007: Candace Parker, Tennessee
- 2008: Candace Parker, Tennessee
- 2009: Tina Charles, UConn
- 2010: Maya Moore, UConn
- 2011: Danielle Adams, Texas A&M
- 2012: Brittney Griner, Baylor
- 2013: Breanna Stewart, UConn
- 2014: Breanna Stewart, UConn
- 2015: Breanna Stewart, UConn
- 2016: Breanna Stewart, UConn
- 2017: A'ja Wilson, South Carolina
- 2018: Arike Ogunbowale, Notre Dame
- 2019: Chloe Jackson, Baylor
- 2020: Desierto debido a la cancelación de la competición por el coronavirus
- 2021: Haley Jones, Stanford
- 2022: Aliyah Boston, South Carolina
- 2023: Angel Reese, LSU
- 2024: Kamilla Cardoso, South Carolina
- 2025: Azzi Fudd, UConn